# Rhopalophthalmus orientalis
Rhopalophthalmus orientalis är en kräftdjursart som beskrevs av O. Tattersall 1957. Rhopalophthalmus orientalis ingår i släktet Rhopalophthalmus och familjen Mysidae. Inga underarter finns listade i Catalogue of Life.